# 서카자흐스탄주

서카자흐스탄 주의 위치

서카자흐스탄주(카자흐어: Батыс Қазақстан облысы, 러시아어: Западно-Казахстанская область 자파드노카자흐스탄스카야 오블라스티[*])는 카자흐스탄의 주이다. 주도는 오랄이다.

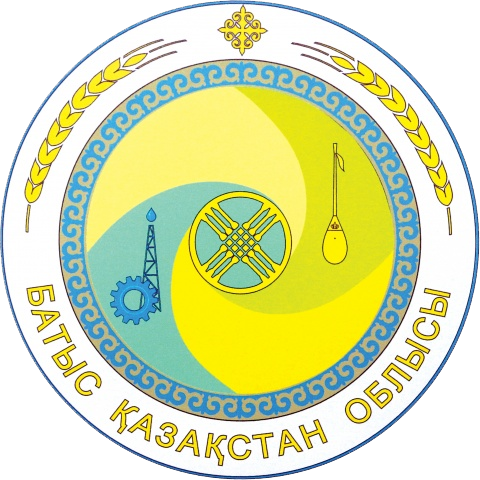
주 문장

## 지리
서카자흐스탄주는 러시아에 접해 있고 우랄산맥과 가까운 위치에 놓여 있다. 우랄강이 러시아에서 흘러나와 이 주를 통해 카스피해로 흘러 들어간다.

## 행정 구역
중심지 — 오랄(카자흐어: Орал, 러시아어: Уральск)
- 12개의 군
  - 타스칼린스키 군(Таскалинский район) — 카멘카(Каменка), 인구 2만1,200명
  - 젤레노프스키 군(Зеленовский район) — 페레메트노예(Переметное), 인구 5만8,400명
  - 테렉틴스키 군(Теректинский район) — 표도로프카(Фёдоровка), 인구 4만4,100명
  - 부를린스키 군(Бурлинский район) — 악사이(Аксай), 인구 4만8,500명
  - 친기를라이스키 군(Чингирлайский район) — 친기를라이(Чингирлай), 인구 2만6,100명
  - 자니벡스키 군(Джанибекский район) — 자니벡(Джанибек), 인구 2만500명
  - 카즈탈로프스키 군(Казталовский район) — 카즈탈로프카(Казталовка), 인구 4만300명
  - 악자익스키 군(Акжаикский район) — 차파예프(Чапаев), 인구 5만1,300명
  - 시림스키 군(Сырымский район) — 짐피티(Жымпиты), 인구 3만3,700명
  - 카라토빈스키 군(Каратобинский район) — 카라토베(Каратобе), 인구 2만2,700명
  - 우르딘스키 군(Урдинский район) — 사이힌(Сайхин), 인구 1만8,900명
  - 잔갈린스키 군(Джангалинский район) — 잔갈라(Джангала), 인구 2만2,700명

## 주민
2020년 기준 인구는 656,844명으로 그 중 33만 명은 주도인 오랄(우랄스크)에 거주한다. 카자흐인이 76.83%, 러시아인이 18.86%를 차지한다.